# Ambassade du Pakistan au Canada

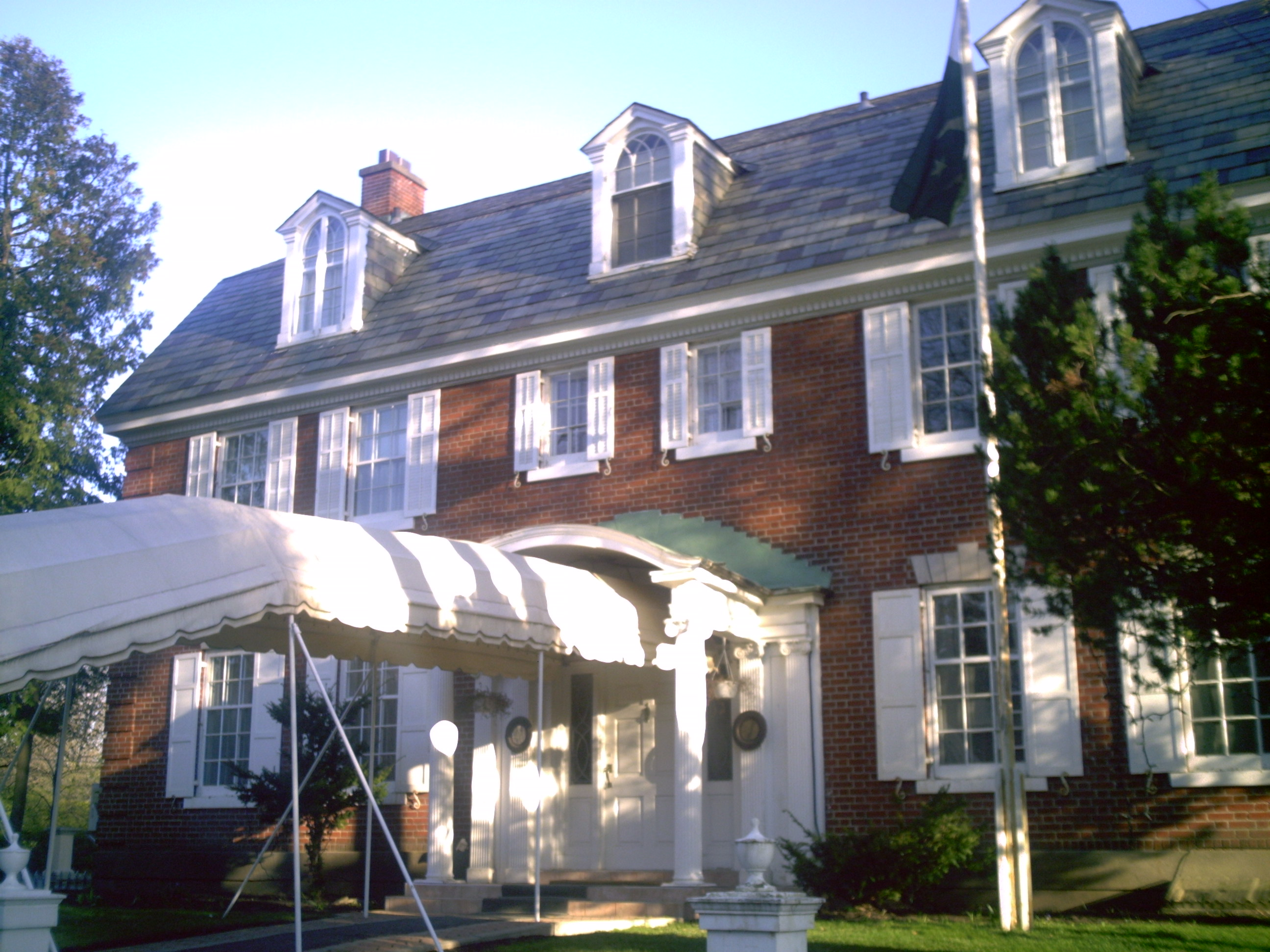
Façade du bâtiment.

L'ambassade du Pakistan au Canada est la résidence du haut commissaire du Pakistan à Ottawa, Canada. Elle est située dans l'enclave de Parc Rockcliffe, parmi d'autres résidences ambassadoriales prestigieuses. Elle a été construite en 1929 et est considérée un bâtiment historique et important, selon le Comité Consultatif de conservation architecturale locale du Rockcliffe Park, sous la Loi sur le patrimoine de l'Ontario.

## Histoire
La maison a été conçue par Clarence Burritt en 1929 pour le fils et la fille de G. H. Millen, ancien président de E. B. Eddy Company. Elle a été brièvement possédée par Garfield Weston de l'empire de boulangeries de George Weston Ltd.. Elle a servi pendant plus de cinq décennies comme résidence du haut commissaire du Pakistan au Canada.
Elle a accueilli presque tous les hauts commissaires pakistanais :
- Shahid Malik
- Musa Javed Chohan

## Architecture
Le bâtiment synthétise plusieurs modèles architecturaux, notamment :
- la renaissance géorgienne, comme représentée dans les colonnes ioniques à l'entrée et des denticules sur la corniche.
- l'architecture gothique, dans les détails de ses fenêtres
- la Nouvelle-Angleterre coloniale, dans la façade rouge de brique et la barrière blanche symétrique de piquet.

## Divers
Une petite graine plantée par Liaquat Ali Khan dans cette résidence le 1er juin 1951 est aujourd'hui un des arbres les plus grands de Rockcliffe Park.